# Deutsche Akademie der Darstellenden Künste
Die Deutsche Akademie der Darstellenden Künste e. V. ist eine 1956 gegründete repräsentative Akademie mit Sitz in Bensheim. Ihre rund 360 Mitglieder kommen aus den Bereichen Theater, Film und Rundfunk. Die Veranstaltungen und Aktivitäten der Akademie werden mitgetragen von Stiftungen, der öffentlichen Hand wie Fernseh- und Rundfunksendern und von Sponsoren.

## Organisation und Ziele
Die Akademie hat die Rechtsform eines Vereins und verfolgt gemeinnützige Zwecke. Ziele sind die Interessenvertretung der Darstellenden Künste in der Öffentlichkeit, die Diskussion der Grundlagen und Arbeitsbedingungen in den Darstellenden Künsten, die Nachwuchsförderung, die Stellungnahme zu aktuellen Fragen des kulturellen Lebens und die Beziehungspflege zu Institutionen mit ähnlichen Interessen im In- und Ausland.
Die Organe sind das Präsidium und die Mitgliederversammlung. Als Mitglieder aufgenommen werden Personen aus dem deutschen Sprachgebiet, die sich durch ihre Arbeit in den Gebieten Theater, Film, Hörfunk, Fernsehen oder Ähnliches ausgezeichnet haben. Vorschläge für die Aufnahme neuer Mitglieder können von jedem Akademiemitglied mit Unterstützung zweier weiterer Mitglieder vorgebracht werden. Die Aufnahme erfolgt per geheimer Wahl durch die Mitgliederversammlung.
Im März 2016 wurde Hans-Jürgen Drescher als Nachfolger von Hermann Beil zum Präsidenten der Akademie gewählt. 2022 wurde das Präsidium mit ihm, den Vizepräsidenten Bettina Reitz und Anselm Weber sowie Schatzmeister Ekkehard Skoruppa für weitere zwei Jahre bestätigt.

## Geschichte
Erwin Piscator, der erste Präsident der Akademie, hatte sie als eine Arbeits- und Lehrakademie entworfen, für die es allerdings keine Realisierungsmöglichkeiten gab. Die Akademie ist eine rein repräsentative Akademie und keine Lehrakademie.
Eng mit der Geschichte der Akademie verbunden sind die Experimenta-Wochen des experimentellen Theaters. Sie fanden in den Jahren 1966, 1967, 1969, 1971 und 1975 statt. Nach einer längeren Pause folgten 1990 nach der Wende die 6. Experimenta mit Werken von Heiner Müller und 2001 die 7. Experimenta im Frankfurter Theater am Turm.
Sitz der Akademie war zunächst Hamburg, von 1962 bis 2003 Frankfurt am Main. 2004 strich die Stadt Frankfurt wegen ihrer zunehmenden Haushaltsengpässe den Zuschuss zur Akademie, den sie bis dahin jährlich geleistet hatte. Die Akademie folgte daraufhin einer Einladung der Stadt Bensheim, wo schon zuvor der Gertrud-Eysoldt-Ring und der Förderpreis für Regie verliehen wurden, und verlegte ihren Sitz dorthin.

## Aktivitäten

### Fernsehfilm-Festival Baden-Baden
Der Verein ist mit dem Fernsehsender 3sat Träger des jährlich stattfindenden Fernsehfilm-Festivals Baden-Baden.

### Gertrud-Eysoldt-Ring
Im März jedes Jahres zeichnet der Verein mit der Stadt Bensheim und der dort ansässigen Ringelband-Stiftung eine Schauspielerin oder einen  Theaterschauspieler mit dem Gertrud-Eysoldt-Ring für die beste Rollengestaltung aus.

### Förderpreis für Regie
An einen Nachwuchs-Theaterregisseur vergibt die Akademie jährlich den Kurt-Hübner-Förderpreis für Regie.

### Deutscher TheaterpreisDer Faust
Die Akademie ist Mitveranstalter des Deutschen Theaterpreises Der Faust. Grundlage für die Vergabe sind Vorschläge der Theater. Eine Jury aus künstlerischen Berichterstattern und dem Ausschuss für Künstlerische Fragen des Deutschen Bühnenvereins, bestehend aus Intendanten, Ballettdirektoren, Regisseuren, Dramaturgen und Kulturpolitikern, nominiert aus den eingehenden Vorschlägen für jede der einzelnen Kategorien drei Künstler. Über diese Vorschläge stimmt eine fünfköpfige Jury, die aus Mitgliedern der Deutschen Akademie der Darstellenden Künste besteht, ab. Der Preis wird in folgenden Kategorien verliehen: Regie Schauspiel, Darstellerin/Darsteller Schauspiel, Regie Musiktheater, Sängerdarstellerin/Sängerdarsteller Musiktheater, Choreografie, Darstellerin/Darsteller Tanz, Regie Kinder- und Jugendtheater, Bühne/Kostüm.

### Hörspiel des Monats
Seit 1977 unterhält die Akademie in Zusammenarbeit mit der ARD eine jährliche wechselnde, dreiköpfige Jury, die monatlich ein Hörspiel auszeichnet (Hörspiel des Monats), um, wie es in der Eigendarstellung heißt, „der gefährdeten Gattung permanente Aufmerksamkeit und Qualität zu sichern“. Seit 1987 wird aus den zwölf Hörspielen des Monats das Hörspiel des Jahres gewählt. 2017 ist unter dem Titel Seismographie des Hörspiels eine Dokumentation erschienen.

### Woche junger Schauspielerinnen und Schauspieler
Zur Förderung des Theaternachwuchses veranstaltet die Akademie gemeinsam mit der Stadt Bensheim, der Sparkassen-Kulturstiftung Hessen-Thüringen, dem Land Hessen und weiteren Förderern seit 1996 die Woche junger Schauspieler (seit 2019 Woche junger Schauspielerinnen und Schauspieler) in Bensheim. Es werden Inszenierungen mit jungen Darstellern aus deutschsprachigen Theatern, aus der freien Szene und aus staatlichen Schauspielschulen aufgeführt. Die Auswahl der Aufführungen nimmt eine Jury vor, deren Vorsitzende seit 2019 Dagmar Borrmann ist. Seit 2003 wird der mit 3000 € dotierte Günther-Rühle-Preis für die beste schauspielerische Leistung verliehen.